# Aden (muhafaza)
Aden (arab. عدن ʻAdan) − jedna z 21 muhafaz (arab.  محافظة  muhafazah), jednostek administracyjnych Jemenu, do której należy miasto portowe Aden.
Muhafaza Adenu ma powierzchnię 760 km². Według danych z 2017 roku liczyła ok. 863 tys. mieszkańców.
Aden było częścią Imperium brytyjskiego w latach 1839–1967. Po latach walki Aden i inne południowe muhafazy uzyskały niepodległość. Miasto Aden zostało wówczas ogłoszone stolicą Ludowo-Demokratycznej Republiki Jemenu. Pełniło tę funkcję do 1990. Obecnie miasto Aden jest handlową stolicą Republiki Jemenu.
Do muhafazy Adenu należał archipelag Sokotra. Został jednak w 2004 przyłączony do muhafazy Hadramauty.

## Dystrykty
Aden liczy 8 dystryktów:
- Al Buraiqeh
- Al Mansura
- Al Mualla
- Ash Shaikh Outhman
- Attawahi
- Craiter
- Dar Sad
- Khur Maksar